# Стилуотър (окръг)
Окръг Стилуотър (на английски: Stillwater County) е окръг в щата Монтана, Съединени американски щати. Площта му е 4675 km², а населението - 9419 души (2017). Административен център е град Кълъмбъс.